# Alfredo Cottrau
Alfredo Cottrau (né le 26 décembre 1839 à Naples et mort en 1898) est un ingénieur italien spécialisé dans la construction de ponts métalliques, professeur à l'Université de Naples - Frédéric-II.